# Delfo (mitologia)
Nella mitologia greca, Delfo era il nome di uno degli eroi della città di Delfi, di cui è visto e venerato come il leggendario fondatore.

## Nella mitologia
Secondo varie versioni, la sua discendenza è comunque eroicaː alcuni lo indicano come figlio di Poseidone e Melanto (figlia di Deucalione); per giacere con lei il dio dei mari si trasformò in un delfino. 
Altri autori, invece, ne fanno un figlio di Apollo e di una donna non ben identificataː ad esempio, Celeno, figlia di Hyamus e nipote di Lycorus, e, secondo altri, da Tia, la figlia dell'autoctono Castalio, o da Melaina, la figlia di Cefisso. In un'altra versione, sua madre è Melanis, una figlia di Hyamus e Melantea, e il padre non è menzionato.
Si dice che Delfo abbia ereditato il regno di suo nonno nei pressi del monte Parnaso, che abbia sposato Castalia e che abbia avuto due figli, un figlio Castalio e una figlia Femonoe, la prima persona a scrivere esametri; un'altra versione aggiunge come figlio Pythis, che governava il paese sul monte Parnaso e da cui l'oracolo ricevette il nome di Pytho (Pizia). Suo nipote tramite Castalio era Lafrio, e il suo bisnipote Noutio.